# TV Brasil Internacional
TV Brasil Internacional es un canal de televisión por suscripción brasileño, propiedad de Empresa Brasil de Comunicação (EBC), inaugurado el 24 de mayo de 2010. La TV Brasil Internacional (TVBI) ofrece una programación a más de 3 millones de brasileños que viven en el extranjero. En la actualidad en 68 países, incluyendo EE. UU., Portugal, Japón, América Latina y 49 países africanos, TVBI pretende llegar a varias ciudades de Europa, con una gran concentración de los brasileños como Londres, Madrid, Barcelona, París, Viena y Bruselas aún en 2012. Presenta su propia producción, como Brasileños en el Mundo, Fique Ligado y Conexão Brasil, los programas elaborados por los socios de la cadena de televisión pública y en el exterior y la programación de la red nacional. El entonces presidente Luiz Inácio Lula da Silva describió el canal como un canal con el fin de "presentar a Brasil para el mundo".